# Функційна електрична схема
Функці́йна (функціональна) електри́чна схе́ма — це найзагальніша електрична схема за рівнем абстрагування і зазвичай показує лише функційні зв'язки між складовими частинами даного об'єкта, що розкривають його суть і дають уявлення про функції об'єкту, зображеного на даному кресленику.

Приклад функціональної електричної схеми

## Основні поняття та визначення

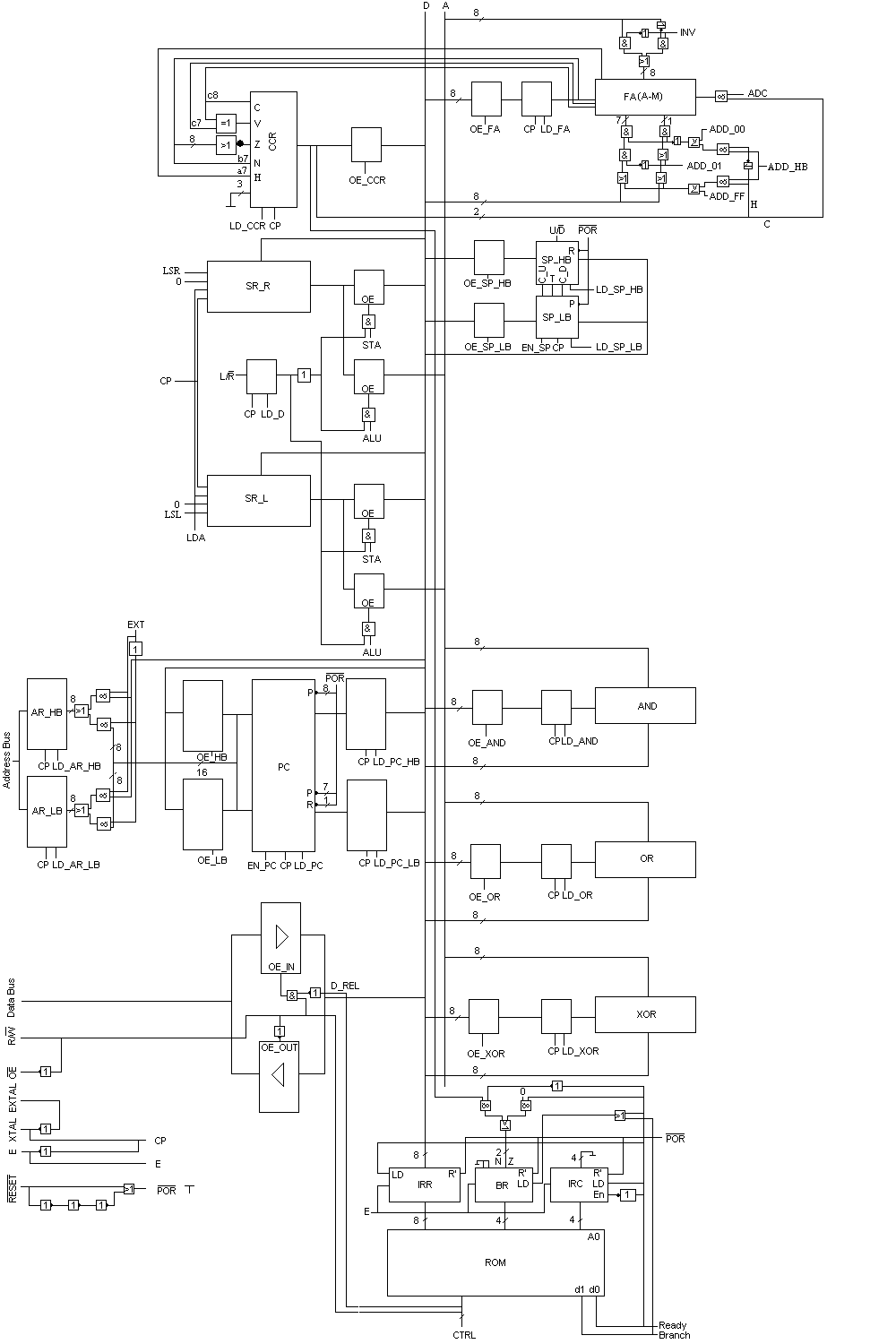
Функціональна схема мікропроцесора

До функційних частин виробу відносяться:
- Елемент схеми — складова частина схеми, що виконує визначену функцію у виробі (устаткуванні) і не може бути розділеною на частини, що мали б самостійне значення і власні умовні графічні позначення.
- Пристрій — сукупність елементів що утворюють єдину конструкцію.
- Функційна група — сукупність елементів, що виконують у виробі певну функцію і не об'єднаних у єдину конструкцію.

Функційне коло — сукупність елементів, функційних груп і пристроїв (або сукупність функційних частин) з лініями взаємозв'язку, що утворюють канал чи тракт певного призначення

## Вимоги до оформлення
Окремі стандарти на зображення умовних графічних позначень для функційних електричних схем відсутні. Діють лише загальні вимоги до оформлення конструкторської чи технологічної документації та ГОСТ 2.702-2011, що регламентує правила виконання електричних схем і позначаються функційні електричні схеми у шифрі основного напису символами Э2.
Функціональна схема відображає процеси, що відбуваються в окремих функціональних колах виробу чи у виробі в цілому. Ця схема в порівнянні зі структурною детальніше розкриває функції окремих елементів чи пристроїв.
На схемі зображують всі функціональні частини виробу та основні зв'язки між ними.
Функціональні частини на схемі зображують у вигляді умовних графічних познак (УГП) згідно з чинними державними стандартами. Дозволяється окремі функціональні частини, на яких немає УГП, зображувати у вигляді прямокутників, а також розкривати до рівня принципових схем.
Дозволяється об'єднувати функціональні частини в функціональні групи, які виділяють на схемі штрих-пунктирними лініями. Кожній виділеній групі присвоюють найменування або умовне позначення.
На функційній електричній схемі повинно бути вказано:
- для кожної функційної групи — позначення, що присвоєне їй на принциповій схемі, і (або) її найменування; якщо функційна група зображена у вигляді УГП, то її найменування не вказують;
- Для кожного пристрою, зображеного у вигляді прямокутник, — позиційне позначення, що присвоєне йому на принциповій схемі (основний конструкторський документ, стандарт, технічні умови), на підставі якого цей пристрій застосовано;
- для кожного пристрою, зображеного у виді УГП, — позиційне позначення, присвоєне йому на принциповій схемі, його тип і (або) позначення документа;
- для кожного елемента — позиційне позначення, присвоєне йому на принциповій схемі, і (або) його тип.

Якщо функціональна схема використовується разом з принциповою, то позиційне позначення елементів та функціональних частин на цих документах повинні бути однаковими. Перелік елементів в цьому випадку для функціональної схеми не розробляють, оскільки користуються даними принципової схеми.
Якщо функціональна схема розробляється окремо (без принципової), то позиційне позначення елементів і функціональних частин вказують за загальними правилами і розробляють перелік елементів.
На функціональних схемах рекомендується вказувати поряд з графічним позначенням чи на вільному полі схеми технічні характеристики функціональних частин, діаграми, параметри сигналів тощо.